# Рожищенський ліцей №4
Комунальний заклад загальної середньої освіти "Рожищенський ліцей №4" Рожищенської районної ради Волинської області (Рожищенський ліцей №4) — загальноосвітній навчальний заклад І-ІІІ ступенів у місті Рожище.

## Історія
Рожищенська загальноосвітня школа І-ІІІ ступеня №4 була відкрита 1 вересня 1985 року. В школі функціонувало 23 класи, в яких навчалося 564 учні, працювало 54 вчителі та 19 працівників обслуговчого персоналу. Першим директором школи був Гайко Віктор Павлович, його заступниками були Кучер Поліна Степанівна та Пігрух Святослав Володимирович. 

Другим директором навчального закладу став Багнюк Дмитро Іванович. 
За рішенням районної Ради, школа у 2005 році була реорганізована в "Навчально-виховний комплекс №4 «загальноосвітня школа І-ІІІ ступенів – гімназія»", а у 2018 році — в "Комунальний заклад загальної середньої освіти "Рожищенський ліцей №4" Рожищенської районної ради Волинської області".
Сьогодні очолює колектив Яблонський Юрій Михайлович.

## Опис
Ліцей розташовується у 3-поверховій будівлі та має 34 класних кімнат, включаючи спеціалізовані кабінети:
- інформатики (2);
- біології (1);
- географії (1);
- хімії (1);
- фізики (1);
- іноземних мов (2);
- спортивний зал (1);
- трудового навчання (2);
- основ здоров'я (1)
- української мови (1)
- музичного мистецтва (1)

У ліцеї працюють їдальня, бібліотека, актовий зал та  2 групи подовженого дня.
Станом на 01.09.2022р. у школі навчається 733 учні. З них:
- Молодша школа - 262 учнів;
- Середня школа - 371 учні;
- Старша школа - 100 учнів.

## Адміністрація та педагогічний колектив
Очолює колектив ліцею Яблонський Юрій Михайлович.
Адміністрація навчального закладу:
- Зелінська Людмила Миколаївна - заступник директора з навчально-виховної роботи;
- Тананайко Олена Григорівна - заступник директора з навчально-виховної роботи;
- Ткачук Людмила Святославівна - заступник директора з виховної роботи.

## Рейтинги

### 2019 рік.
У ліцеї 40% учнів отримали 180-200 балів ЗНО - це найвищий показник в Рожищенському районі. 